# 潘念之
潘念之（1902年—1988年），浙江新昌人，中国当代法学家。

## 生平
潘念之1924年加入中国共产党。潘念之先后担任共青团宁波书记和上海闸北区团委委员、国民党浙江常务委员兼组织部长、浙江政务委员会委员等职。1928年就学于东京明治大学法学部。潘念之回国后参加社会科学家联盟。潘念之曾任国民政府政治部笫三厅主任科员。第三次国内革命战争时期，在中华工商专科学校和上海法学院任教。潘念之在华东行政委员会任参事室副主任，在华东局任统战部处长。潘念之是华东政法学院副院长、复旦大学历史系教授、上海社科院法学研究所副所长。1979年潘念之当选上海第七届人大代表、市人大常委政法委员会副主任、上海法学会副会长、政治学会会长。

## 著作
- 撰写：《思想家人名大辞典》（1932）、《宪法论初步》（1942）、《怎样看农民战争中的农民政权问题》（1965）、《略论宪法和我国新宪法的特点》（1982）
- 译：《经营经济学》（1932）
- 编：副主编《法学》月刊；常务编辑《法学词典》；主编《辞海·政治法律》、《国外法学知识译林》（12册）、《政治与法律》丛刊（双月刊）
- 编：《国民大会两法规修正案的内容》，《人间十日》1937年第5期。